# 護國行動 (肯尼亞)

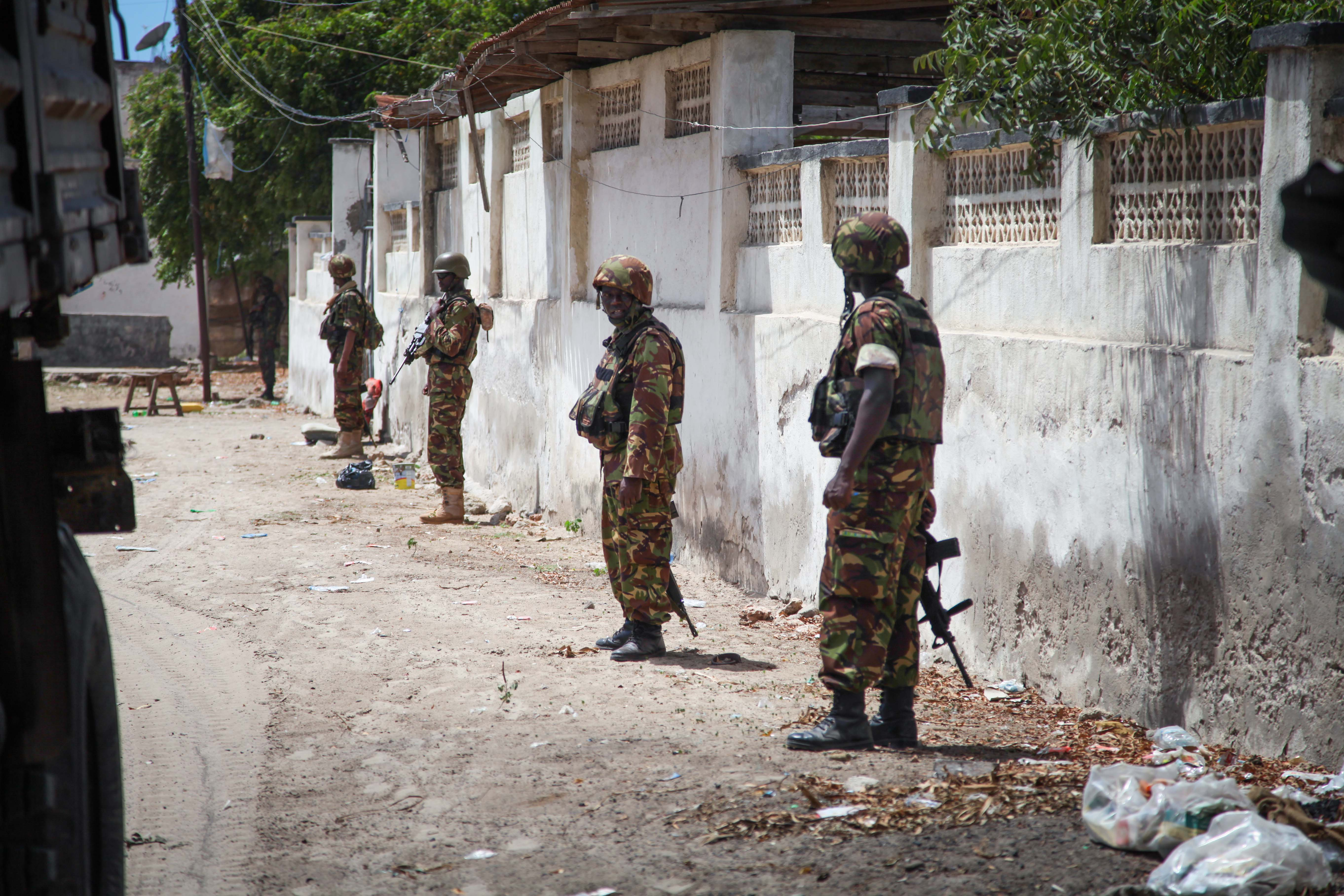
護國行動

護國行動是肯尼亞發起的一場軍事行動。2011年开始，肯尼亚国防军攻入索马里南部，試圖干預索馬里內部事務。2012年3月，肯尼亚政府宣布軍事行動結束，之後肯尼亞軍隊加入非洲联盟驻索马里特派团。 